# Zermah
Zermah est un personnage du roman Nord contre Sud de Jules Verne.

## Le personnage
Zermah est une mulâtresse de trente et un ans, épouse du métis Mars. Le couple s'était connu sept ans auparavant, alors qu'ils étaient esclaves dans la plantation d'un certain Tickborn, un colon de médiocre intelligence, où le personnel était soumis à des maltraitances de tous les instants. Zermah et Mars se marièrent. Les affaires de Tickborn périclitant, celui-ci décida de mettre aux enchères ses esclaves. Or, à cette époque, Zermah venait de donner naissance à un petit enfant dont elle fut immédiatement séparée. Alors qu'elle expiait dans une geôle de l'établissement un crime qu'elle n'avait pas commis, le nouveau-né mourait. On devine la rage de Mars et la douleur de Zermah. La vente devait avoir lieu quelques jours plus tard. Tickborn était très lié à Texar et ce dernier, par caprice, convoitait la belle métisse. À la peine d'avoir perdu leur enfant, le couple voyait déjà s'ajouter le spectre de la séparation. Mais, au cours des enchères, la situation se retourna en leur faveur. En effet, James Burbank, dont la plantation n'était pas éloignée de celle de Tickborn, ayant eu vent de l'état de Zermah et cherchant une nourrice pour sa petite fille Dy qui venait de naître, se proposait d'acheter l'esclave. Texar, fou de colère de voir un rival se dresser dans la surenchère, fit monter les prix très hauts. De plus la métisse suppliait de ne pas être séparée de son mari. Burbank, ému de cette attitude, décida d'acheter le couple et finit par l'emporter. Texar, qui avait déjà eu l'occasion d'être confronté au maître de Camdless-Bay, lui voua de ce jour une haine encore plus forte.
De ce jour, Zermah demeura à Castle-House, la maison des Burbank qui s'élevait au milieu de la plantation et fit désormais partie de la famille. Tout l'amour maternel qu'elle n'avait pu donner à son enfant, elle le reporta sur la petite Dy, qui le lui rendit bien en affection. Zermah était devenue indispensable et elle professait une reconnaissance de tous les jours à James Burbank, qui avait par ailleurs attaché son mari au service de Gilbert, le fils aîné de la famille.
À l'époque où débute le roman, Zermah est encore dans tout l'éclat de sa beauté de femme. Nature énergique, dévouement sans faille à la famille de ses maîtres, elle avait de qui tenir. En effet, elle était la sœur de l'esclave Robert Smalls qui, dans une action héroïque, allait enlever aux confédérés un petit vapeur possédant deux canons qu'il offrit à la flotte nordiste. 
Lorsque James Burbank décide d'affranchir ses esclaves, une grande reconnaissance se manifeste parmi eux. Mais, très vite, on apprend que, ne faisant plus partie du personnel de Camdless-Bay, ils devront être répartis sur les autres plantations. C'est alors que, dans un geste de désespoir, Zermah déchire son acte d'abolition et demande à rester la dernière esclave de l'établissement.
Après avoir édicté cette loi, Texar, qui est devenu le premier magistrat de la ville, lance la populace de Jacksonville à l'assaut de Camdless-Bay. La propriété est mise à feu et à sang. James Burbank ordonne aux femmes d'emprunter un tunnel souterrain pour rejoindre la crique Marino où les attendent deux noirs de la plantation qui les mettront à l'abri. Mais Texar lui aussi connait l'existence de ce passage. Avec l'aide de Squambô, il assassine les deux hommes et enlève la petite Dy et Zermah. Le brigand entraîne ses prisonnières dans son repaire de la Crique-noire, mais très vite, il pressent que cette retraite risque d'être découverte, car Mars et Gilbert fouillent chaque recoin des îlots environnants. 
Il prend la décision de rallier les Everglades, où son frère doit le rejoindre. À l'arrivée dans la région, installées dans l'île Carneral,  Zermah et la petite fille sont recluses dans une hutte proche de celle de Texar. Mais un soir, la métisse découvre le pourquoi du don d'ubiquité dont semblait jouir l'Espagnol. Face à Zermah, les deux hommes, pour empêcher la divulgation de leur secret, prennent l'option de la supprimer dès qu'ils auront trouvé une autre femme capable de s'occuper de leur petite otage. La nuit suivante, la mulâtresse réussit à s'enfuir avec la fillette, mais les Texar, s'en étant aperçus, lancent à ses trousses leurs deux molosses. Arrivée près du canal, Zermah n'a d'autre solution que de se jucher avec l'enfant sur un tronc d'arbre qui dérive. Les chiens se jettent à sa suite dans le courant, mais se trouvent bientôt face à d'énormes serpents, hôtes de ces eaux, qui les étouffent. Parvenues sur l'autre rive, la métisse et la petite Dy tentent de se mettre à l'abri, mais elles sont bientôt rattrapées par leurs geôliers et l'un d'eux poignarde Zermah au moment de l'arrivée des troupes nordistes. Les deux frères arrêtés et passés par les armes, tous les soins se reportent sur la blessée qui se rétablira grâce à l'amour de son mari et l'affection, plus vive encore après sa conduite courageuse, de la famille Burbank.  

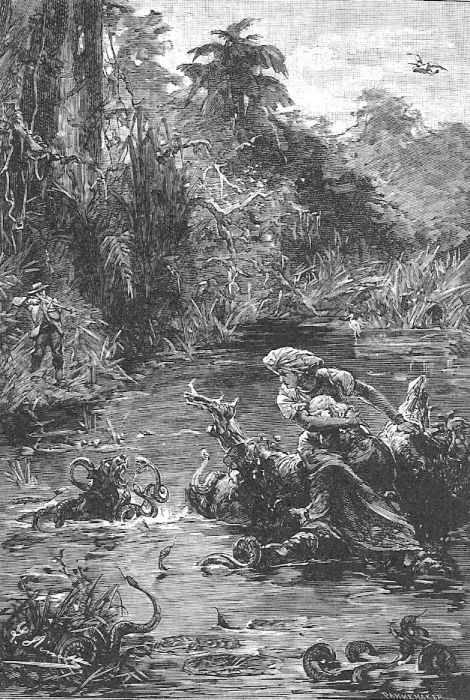
Zermah, Dy entre ses bras, tentant d'échapper aux dangers des Everglades

## Commentaires
Zermah semble inspirée de Sojourner Truth. Héroïne du roman, bien qu'esclave, elle traite d'égal à égal avec son régisseur et est considérée par ses maîtres comme un membre de la famille. Dans la première édition de l'ouvrage d'Yves Berger Les Matins du Nouveau Monde, (Grasset, janvier 1987, pages 180-184) où il évoque de mémoire ses souvenirs de lecture, l'auteur attribue par erreur le nom de Zermah à Texar, curieux quiproquo aux yeux du lecteur averti.
- Le titre de travail du roman était La dernière esclave, preuve que l'écrivain considérait Zermah comme un personnage primordial. Il deviendra le titre du chapitre VIII de la première partie[3].
- « Rare exemple, chez Jules Verne, d'une noble figure de métisse ; chez cet amateur de race pure, le mélange est souvent source de vice et de fausseté »[4].

## Autres personnages du roman
- Texar